# 德黑蘭站
德黑蘭站（羅馬化：Istgah-e Rah Ahan-e Tehran），位于伊朗首都德黑蘭南部瓦利亞斯街的拉亞漢廣場。該車站在1928至1929年間由一名波蘭建築師Władysław Horodecki設計，並在1930年由一名丹麥工程師主持興建。

## 服務
註：此為非正式分類，只反映各線的營運服務。
- 本地服務：由一個主要城市開始向外運行，停靠所有車站
- 區域服務：兩座城市之間的鐵路服務，幾乎停靠所有車站
- InterRegio（英语：InterRegio）服務：連接兩座城市的鐵路服務，在主要車站和少量不重要車站停靠
- InterRegio-Express（英语：InterRegio-Express）服務：連接兩座城市的鐵路服務，停靠主要車站
- 城際服務：連接兩座或更多城市中心的鐵路服務，不停靠其他車站，只連接所需城市

## 圖片

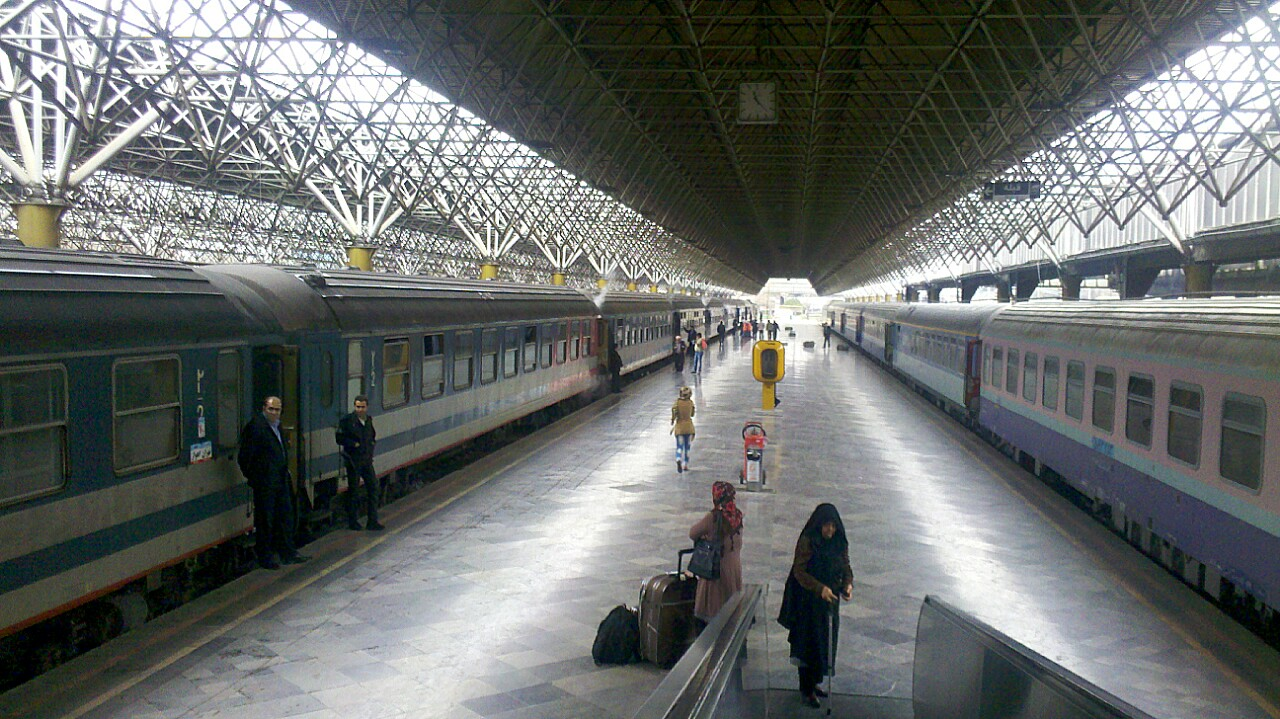
月台
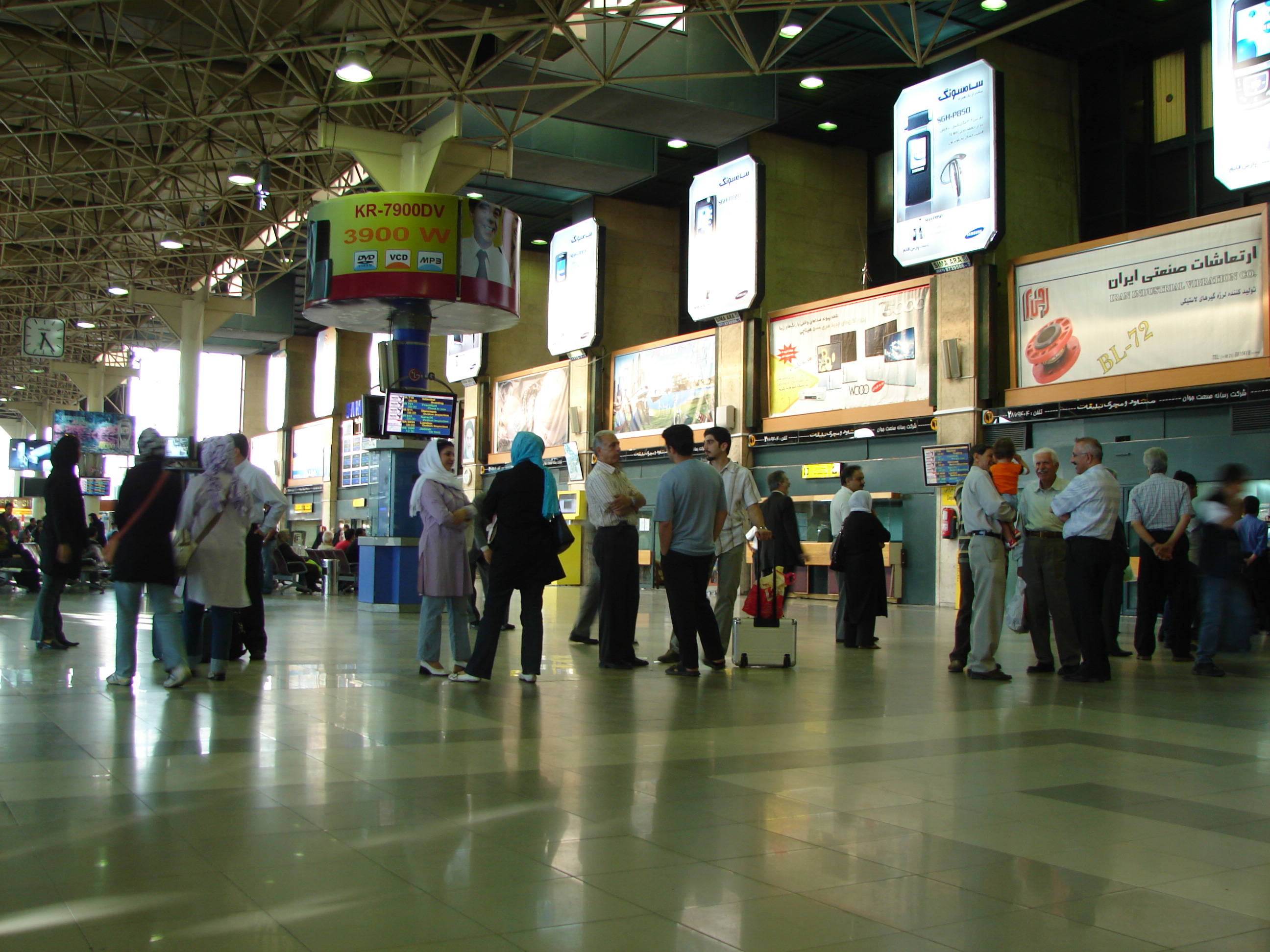
大廳

## 外部連結
维基共享资源上的相關多媒體資源：Tehran Railway Station